# Campo de Jacobi
Na geometria de Riemann, um campo de Jacobi é um campo vetorial ao longo de uma geodésica {\displaystyle \gamma } em uma variedade Riemanniana descrevendo a diferença entre a geodésica e uma geodésica "infinitesimamente próxima". Em outras palavras, os campos de Jacobi ao longo de uma geodésica formam o espaço tangente à geodésica no espaço de todas as geodésicas. Estes campos são nomeados  em homenagem a Carl Jacobi.

## Solução da equação de Jacobi
Deixe {\displaystyle e_{1}(0)={\dot {\gamma }}(0)/|{\dot {\gamma }}(0)|} e conclua isso para obter uma base ortonormal {\displaystyle {\big \{}e_{i}(0){\big \}}} em {\displaystyle T_{\gamma (0)}M}. Transporte em paralelo para encontrar a base  {\displaystyle \{e_{i}(t)\}} ao longo de {\displaystyle \gamma }. Isto dá uma base ortonormal com {\displaystyle e_{1}(t)={\dot {\gamma }}(t)/|{\dot {\gamma }}(t)|}.
O campo Jacobi pode ser escrito em coordenadas em termos dessa base como {\displaystyle J(t)=y^{k}(t)e_{k}(t)} e assim
{\displaystyle {\frac {D}{dt}}J=\sum _{k}{\frac {dy^{k}}{dt}}e_{k}(t),\quad {\frac {D^{2}}{dt^{2}}}J=\sum _{k}{\frac {d^{2}y^{k}}{dt^{2}}}e_{k}(t),}
e a equação de Jacobi pode ser reescrita como um sistema 
{\displaystyle {\frac {d^{2}y^{k}}{dt^{2}}}+|{\dot {\gamma }}|^{2}\sum _{j}y^{j}(t)\langle R(e_{j}(t),e_{1}(t))e_{1}(t),e_{k}(t)\rangle =0} para cada {\displaystyle k}.
Desta forma, obtemos uma equação diferencial linear ordinária (ODE). Como esse ODE possui coeficientes uniformes, temos que existem soluções para todos {\displaystyle t} e são únicas, dado {\displaystyle y^{k}(0)} e {\displaystyle {y^{k}}'(0)}, para todo {\displaystyle k}..